# Carol Symphony
Carol Symphony, Sinfonía de los villancicos en español es una colección de cuatro preludios, escritos por Victor Hely-Hutchinson en 1927.

## Historia
Se estrenó el 26 de septiembre de 1929 en el Queen's Hall que fue retransmitido en directo por la BBC, junto a otras piezas de Elgar, Vaughan Williams y Percy Pitt. Concierto dirigido por el compositor.

## Estructura
Está basado en cuatro villancicos ingleses, con orquestación adicional y arreglos de contrapunto. Los cuatro movimientos están escritos para ser interpretados de forma consecutivamente sin interrupciones.

### Movimientos
- El primer movimiento (Allegro enérgico) está basado en Adestes fideles, conocido también por su título inglés Come All Ye Faithful. Tiene el estilo de un Preludio coral de Bach..
- El segundo movimiento es un scherzo (Allegro molto moderato) basado en God Rest Ye Merry, Gentlemen, similar a las composiciones del ruso Balakirev.
- El tercer movimiento (Andante quasi lento e cantabile) es un movimiento lento cuyas secciones exteriores están basadas en el villancico Coventry Carol, con un interludio central de The First Noel.
- El final (Allegro energico come prima) recapitula material del primer movimiento, y también utiliza Here We Come A-Wassailing antes de concluir con un reformulación del Adeste Fideles similar al estilo de Charles Villiers Stanford en una estructura fugal.

## Grabaciones
- Metropole Symphony Orchestra, Dolf van der Linden (director) grabada por Paxton Records (LPT 1002). Reestrenado 2015 por Guild 'Light Music' en GLCD 5233
- Pro-Arte Orchestra, Barry Rose en la catedral de Guildford grabación de EMI en 1966 (HMV Classics y EMI)
- Orquesta Sinfónica de la ciudad Praga, Gavin Sutherland grabación de Naxos (NA 7099)

### Clips de audio
- Coventry Carol
- God Rest Ye Merry Gentlemen
- Coventry Carol
- O Come All Ye Faithful

### Clips de vídeo
- Caja de Delicias DVD
- Primer Noël dirigido por Christopher Bell con la BBC Scotish Symphony Orchestra
- Hawkshead in the snow

- Datos: Q5044579